# GLINIK
GLINIK (пол. Zakład Maszyn Górniczych «GLINIK» Sp. z o.o.), — польський завод гірничих машин, який проєктує й виробляє машини й установки для гірничодобувної промисловості: механізоване гірниче кріплення, яке працює з обваленням із закладкою, вибійні скребкові конвеєри й перевантажувачі, кріплення сполучення, поворотно-пересувні пристрої, вугледробарки, індивідуальні гідравлічні стояки.
Адреса: 38-320, Польща, Горлиці, вул. Михалюся, 1